# Ação (narrativa)
A ação, na literatura, é o movimento físico dos personagens.

## A ação como modo literário
"Ação é o modo [que] os escritores de ficção usam para mostrar o que está acontecendo em um determinado momento da história", afirma Evan Marshall, que identifica cinco modos de escrita de ficção: ação, resumo, diálogo, sentimentos/pensamentos, e plano de fundo. Jessica Page Morrell lista seis modos de entrega para a escrita de ficção: ação, exposição, descrição, diálogo, resumo e transição. Peter Selgin refere-se a métodos, incluindo ação, diálogo, pensamentos, resumo, cena e descrição.
Enquanto o diálogo é o elemento que dá vida a uma história e seus personagens na página, e a narrativa dá profundidade e substância à história, a ação cria o movimento dentro de uma história. Escrever uma história significa entrelaçar todos os elementos da ficção. De acordo com Kempton, tecer diálogo, narrativa e ação pode criar uma "bela tapeçaria". Uma cena repleta de ação pode parecer irreal porque é provável que os personagens fazendo alguma coisa - qualquer coisa - estariam falando durante a atividade.